# Ursula Andress

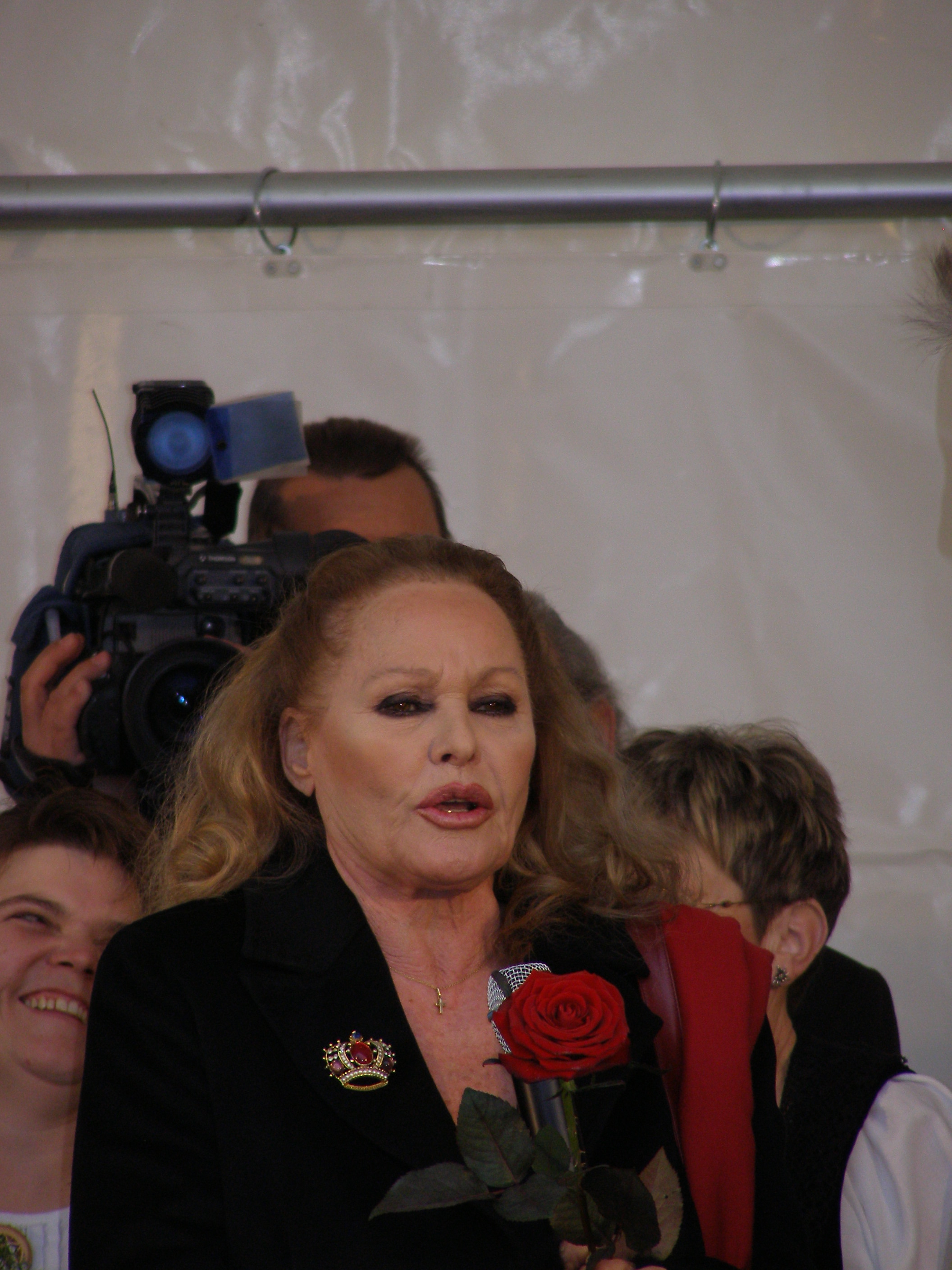
Ursula Andress în 2006

Ursula Andress (n. 19 martie 1936, Ostermundigen⁠(d), Berna, Elveția) este o actriță elvețiană de film.

## Filmografie
| Film                                                         | An   | Rol                           | Note                                                  |
| ------------------------------------------------------------ | ---- | ----------------------------- | ----------------------------------------------------- |
| Un americano a Roma                                          | 1954 | Astrid                        | Nemenționată                                          |
| La catena dell'odio                                          | 1955 | N/A                           |                                                       |
| Le avventure di Giacomo Casanova                             | 1955 | N/A                           |                                                       |
| Thriller                                                     | 1962 | Luana                         | Serial TV, episodul "La Strega"                       |
| Dr. No                                                       | 1962 | Honey Ryder                   | Golden Globe Award for New Star of the Year - Actress |
| Veselie la Acapulco (Fun in Acapulco)                        | 1963 | Marguerita Dauphin            | regia: Richard Thorpe                                 |
| 4 for Texas                                                  | 1963 | Maxine Richter                |                                                       |
| Nightmare in the Sun                                         | 1965 | Marsha Wilson                 |                                                       |
| She                                                          | 1965 | Ayesha                        |                                                       |
| What's New Pussycat?                                         | 1965 | Rita                          |                                                       |
| Up to His Ears                                               | 1965 | Alexandrine Pinardel          |                                                       |
| The 10th Victim                                              | 1965 | Caroline Meredith             |                                                       |
| The Blue Max                                                 | 1966 | Countess Kaeti von Klugermann |                                                       |
| Once Before I Die                                            | 1966 | Alex                          |                                                       |
| Casino Royale                                                | 1967 | Vesper Lynd/007               |                                                       |
| Anyone Can Play                                              | 1968 | Norma                         |                                                       |
| The Southern Star                                            | 1969 | Erica Kramer                  |                                                       |
| Perfect Friday                                               | 1970 | Lady Britt Dorset             |                                                       |
| Red Sun                                                      | 1971 | Cristina                      |                                                       |
| Loaded Guns                                                  | 1974 | Nora Green                    |                                                       |
| Stateline Motel                                              | 1975 | Michelle Nolton               |                                                       |
| Africa Express                                               | 1975 | Madeleine Cooper              |                                                       |
| The Sensuous Nurse                                           | 1975 | Anna                          |                                                       |
| The Loves and Times of Scaramouche                           | 1976 | Joséphine de Beauharnais      |                                                       |
| Sex with a Smile II                                          | 1976 | Marina                        |                                                       |
| Safari Express                                               | 1977 | Miriam                        |                                                       |
| Double Murder                                                | 1978 | Principessa Dell'Orso         |                                                       |
| Slave of the Cannibal God                                    | 1978 | Susan Stevenson               |                                                       |
| The Fifth Musketeer                                          | 1979 | Louise de La Vallière         |                                                       |
| Tigers in Lipstick                                           | 1979 | The Stroller/The Widow        |                                                       |
| Clash of the Titans (Ciocnirea titanilor)                    | 1981 | Aphrodite                     |                                                       |
| Red Bells                                                    | 1982 | Mabel Dodge                   |                                                       |
| Manimal                                                      | 1983 | Karen                         | Serial TV                                             |
| The Love Boat                                                | 1983 | Carole Stanton                | Serial TV                                             |
| Liberté, Égalité, Choucroute⁠(fr)[traduceți]                  | 1985 | Marie Antoinette              |                                                       |
| Peter the Great                                              | 1986 | Athalie                       | Mini-serial TV                                        |
| Falcon Crest                                                 | 1988 | Madame Malec                  | Serial TV                                             |
| Il Professore – Diva                                         | 1988 | Susy Kaminski                 | Film TV                                               |
| Klassezämekunft⁠(de)[traduceți]                               | 1988 | Agnes                         |                                                       |
| Man Against the Mob: The Chinatown Murders                   | 1989 | Betty Starr                   | Film TV                                               |
| Ti ho adottato per simpatia                                  | 1991 |                               | Film TV                                               |
| Fantaghirò 3                                                 | 1993 | Xellesia                      | Film TV                                               |
| Fantaghirò 4                                                 | 1994 | Xellesia                      | Film TV                                               |
| Alles gelogen                                                | 1996 |                               |                                                       |
| Cremaster 5                                                  | 1997 | Queen of Chain                |                                                       |
| Die Vogelpredigt oder Das Schreien der Mönche⁠(de)[traduceți] | 2005 | Madonna                       |                                                       |